# Малко бръсниче
Малките бръсничета (Ischnura pumilio) са вид насекоми от семейство Ценагриониди (Coenagrionidae).

## Разпространение
Видът е разпространен в Европа, включително в България.